# 75

75(칠십오)는 74보다 크고 76보다 작은 자연수다.

## 수학
- 합성수로, 그 약수는 1, 3, 5, 15, 25, 75다. 진약수의 합은 49이므로, 75는 부족수다.
- 5번째 구각수다. 앞의 구각수는 46, 다음은 111이다.
- 5번째 오각뿔수다. 앞의 오각뿔수는 40, 다음은 126이다.
- {\displaystyle 75=3+5+7+11+13+17+19}
  - 연속하는 소수(素數) 7개의 합으로 나타낼 수 있으며, 이 성질을 지닌 앞의 수는 58, 다음 수는 95다.
- {\displaystyle 75={\frac {3}{4}}\times 100}
- 300 이하의 4의 배수는 75개다.

## 과학
- 레늄(Re)의 원자번호.
- NGC 75: 물고기자리 방향에 있는 렌즈형은하.

## 교통
- 고속도로
  - 주간고속도로 제75호선: 플로리다주 하이엘리아에서 미시간주 수세인트마리까지 이어지는 미국의 주간고속도로.
  - 유럽 고속도로 75호선: 노르웨이 바르되에서 그리스 시티아(영어판)까지 이어지는 유럽 고속도로.
  - 아시안 하이웨이 75호선
- 국도 제75호선
  - 대한민국 75번 국도: 경기도 가평군 설악면에서 강원특별자치도 화천군 사내면까지 이어지는 대한민국의 국도.
  - 미국 75번 국도: 텍사스주 댈러스에서 미네소타주 노예스(영어판)까지 이어지는 미국의 국도.
- 기타 도로
  - 현도 제75호선

## 군사
- U-75: 독일의 군용 잠수함. 제1차 세계 대전에 사용된 1916년제 모델(영어판, 독일어판)과 제2차 세계 대전에 사용된 1940년제 모델(영어판, 독일어판)이 있다.

## 문화유산
- 대한민국의 국보 제75호: 표충사 청동 은입사 향완
- 대한민국의 보물 제75호: 창녕 송현동 마애여래좌상
- 대한민국의 사적 제75호: 김해 구산동 고분군

## 방송
- 스카이라이프의 텔레노벨라 채널 번호.
- 지니 TV의 JTBC4 채널 번호.
- B tv의 스크린 채널 번호.
- U+ TV의 HQ플러스 채널 번호.
- LG헬로비전의 엣지TV 채널 번호.
- B tv 케이블의 씨네트리 채널 번호.
- KT HCN의 GTV 채널 번호.

## 기타
- 날짜: 7월 5일
- 연도: 75년, 기원전 75년